# Полиит, Андрей Анатолиевич
Андрей Анатольевич Полиит (30 октября 1969, Кировоград — 25 июля 2015, Кировоград) — украинский общественный деятель.

## Биография
Окончил Кировоградский государственный педагогический университет имени Владимира Винниченко по специальности «Педагогика и методика среднего образования. История» и получил квалификацию учителя истории и правоведения основной и старшей школы.
В 1998—2002 годах избирался депутатом Ленинского районного совета г. Кировограда, председателем постоянной комиссии по вопросам регламента, депутатской деятельности и этики.
С марта 2002 по май 2006 года был народным депутатом Украины четвёртого созыва, работал Председателем подкомитета содействия социальному становлению и развитию молодёжи на Украине Комитета Верховной Рады Украины по вопросам молодёжной политики, физической культуры, спорта и туризма.
Скончался 25 июля 2015 года.